# Ryōhei Katō
Riohei Kato (Numazu (Shizuoka), Japón, 9 de septiembre de 1993) es un gimnasta artístico japonés, campeón olímpico en Río 2016 en el concurso por equipos, y subcampeón en Londres 2012 en la misma modalidad; y campeón del mundo en Glasgow 2015, también por equipos, y subcampeón en Amberes 2013 en el concurso completo individual.

## Carrera deportiva
En los JJ. OO. de Londres 2012 ayudó a su equipo ha conseguir la medalla de plata, con una puntuación de 271,952, por detrás de China.
Fue subcampeón del mundo en Amberes 2013 en la general individual, tras su compatriota Kohei Uchimura.
Subcampeón del mundo en el concurso por equipos en el Mundial de Nanning 2014 —quedando solo tras China y por delante de EE. UU. (bronce)— y bronce en el ejercicio de barras paralelas, tras el ucraniano Oleg Verniaiev y el estadounidense Danell Leyva.
Campeón del mundo junto con su equipo en el Mundial de Glasgow 2015.
Campeón olímpico junto con su equipo en los JJ. OO. de Río de Janeiro 2016.